# Republik Neukölln

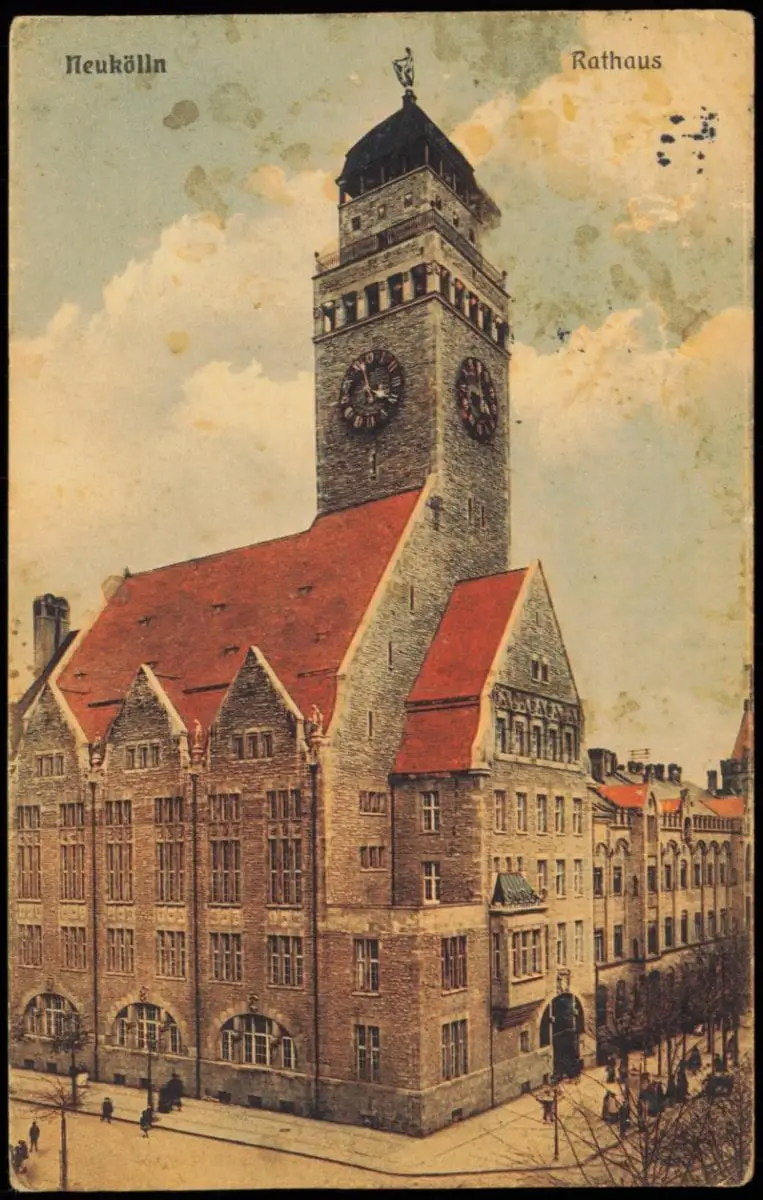
Rathaus Neukölln um 1922

Die Republik Neukölln war eine in der damaligen Presse benannte politische Situation in der Stadt Neukölln bei Berlin im Rahmen der Novemberrevolution 1918/19 in der Weimarer Republik.

## Hintergrund
Mit Ausbruch des Ersten Weltkriegs wurde der Arbeiterbezirk Neukölln, vormalig Rixdorf, zur wichtigen Hochburg der Kriegsgegner und der in der sich in der SPD organisierenden oppositionellen Spartakusbund um Rosa Luxemburg und Karl Liebknecht. Mit dem Kieler Matrosenaufstand und dem Ausbruch der Novemberrevolution am 9. November 1918 bildete sich auch im Rathaus Neukölln ein Arbeiter- und Soldatenrat. Die 24 Mitglieder des Rates wurden von der SPD, deren Abspaltung USPD und dem Reserve-Infanterie-Regiments 64 der ehemaligen preußischen und jetzt republikanischen Armee gestellt.
Mit dem Fortschreiten der Revolution und der Ausgestaltung des neuen Staates stiegen auch die Spannungen innerhalb des Arbeiter- und Soldatenrates zwischen SPD und USPD. Es kam als Konsequenz zur Gründung eines neuen Rates, der sich eine eigene Verfassung und weitreichende Regierungsvollmachten gab. Der neue Rat forcierte ebenso Neuwahlen. In der linksradikalen Presse wurde daraufhin von einer Republik Neukölln gesprochen. Sie wurde durch die Besetzung des Rathauses Neukölln durch rechte Freikorps im Auftrag des Kabinetts Ebert niedergeworfen. Die noch vor dem Weltkrieg gewählte und SPD-dominierte Stadtverordnetenversammlung der Stadt Neukölln nahm wieder ihre Arbeit auf. Trotz des Falls der Republik Neukölln setzten sich die Unruhen in Neukölln im Januar 1919 im Rahmen des Januaraufstand und zwei Monate später während der Märzkämpfe fort.

## Sonstiges
Aufgrund der kurzlebigen Republik Neukölln konnte der Neuköllner Märchenbrunnen im Schulenburgpark zunächst nicht aufgestellt werden und wurde in einem Straßenreinigungsdepot zwischengelagert. Aufgrund der wirtschaftlichen Belastungen des Ersten Weltkriegs und der darauf folgenden Weltwirtschaftskrise von 1929 verblieb das Kunstwerk auch weiterhin im Depot. Der Brunnen wurde erst 1935 vollständig aufgebaut.